# Telefonverifizierung
Telefonverifizierung (von lat. veritas ‚Wahrheit‘ und facere ‚machen‘) bezeichnet innerhalb des Direktmarketings die Überprüfung einer Telefonnummer.

## Verfahren
Aufgrund der Rechtsprechung des Bundesgerichtshofs wurde von einigen Adressvermarktern die Telefonverifizierung eingeführt. Die Möglichkeit einer Telefonverifizierung besteht schon länger, wurde von den Adressvermarktern aber bislang nicht genutzt. Das Double-Opt-in-Verfahren (DOI-Verfahren) wurde als ausreichend erachtet. Dieses Verfahren stellt analog zum DOI-Verfahren bei E-Mail-Adressen sicher, dass die sich eintragende Person ihre eigene und richtige Telefonnummer angegeben hat. Das DOI-Verfahren ist nach Ansicht der höchstrichterlichen Rechtsprechung nämlich grundsätzlich nicht geeignet, ein Werbeeinverständnis von Verbrauchern mit Werbeanrufen zu belegen. Bei der Telefonverifizierung erhält der Teilnehmer einen automatisierten Rückruf an die von ihm angegebene Telefonnummer. Erst nach Eingabe einer vorgegebenen Tastenkombination, wird die Telefonnummer zur werblichen Nutzung für den Unternehmer freigegeben. Wird der Rückruf nicht positiv bestätigt werden die Daten nicht genutzt. Ähnlich funktioniert die Telefonverifizierung auch bei Mobilfunknummern. Trägt der Internetnutzer eine Mobilfunknummer ein, erhält er eine SMS mit einem Bestätigungscode, den er später in ein Onlineformular eintragen muss. So geht der Werbetreibende sicher, dass der Nutzer seine eigene Telefonnummer angegeben hat.

### Abgrenzung
Der Begriff der Verifizierung ist von der Telefonnummernvalidierung abzugrenzen. Bei der Telefonnummernvalidierung geht es dem werbetreibenden Unternehmen darum, zu überprüfen, ob eine gültige Telefonnummer vorliegt. Beim sog. Anpingen wird ein technisches Signal an den Telefonanschluss übermittelt, ohne dass das Telefon klingt. So kann ermittelt werden, ob hinter der angegebenen Telefonnummer ein Telefon- oder Faxanschluss steht. Diese Methode nutzen Callcenter, um die Fehlerquote zu minimieren. Sie ist jedoch nicht geeignet, den rechtlich erforderlichen Zusammenhang zwischen dem Anschlussinhaber und dem Übermittler der Daten herzustellen. Eine weitere Möglichkeit der Validierung ist der Abgleich mit Referenzdateien. Für die werbenden Unternehmen stellt dies eine große Unsicherheit dar. Wenn der Werbetreibende einen Verbraucher aufgrund einer Werbeeinwilligung kontaktiert, die dieser gar nicht selbst abgegeben hat, handelt das Unternehmen wettbewerbswidrig, weil kein wirksames Einverständnis vorliegt. Dieses Problem stellt sich auch im Rahmen des E-Mail-Marketings. Die rechtlichen Voraussetzungen sind hier vergleichbar. Eine Möglichkeit, zu überprüfen, ob die eintragende Person mit dem E-Mail-Accountinhaber identisch ist, stellt das Double-Opt-in-Verfahren dar. Dabei wird dem Benutzer eine nicht werbliche E-Mail mit einem Bestätigungslink geschickt und erst nach Klicken dieses Links darf die E-Mail-Adresse werblich genutzt werden.

### Bewertung
Für die Direktmarketingbranche bedeutet das Verfahren der Telefonverifizierung eine höchstmögliche rechtliche Sicherheit. Gerade aufgrund der vielen Datenschutzskandale in den letzten Jahren steht die gesamte Branche unter verstärkter Beobachtung der Verbraucherschützer sowie der Bundesnetzagentur. Da gerade die sog. „Cold Calls“ von Verbrauchern als störend und aufdringlich empfunden werden, steigt in diesem Bereich weiter die Beschwerdeanzahl. Häufig werden Unternehmen daraufhin abgemahnt oder verklagt. Insofern liegt es im Interesse der Werbetreibenden datenschutz- und wettbewerbsrechtlich sauber zu arbeiten. Die Telefonverifizierung ist eine Möglichkeit, sicherzustellen, dass eine wirksame Werbeeinwilligung seitens des Verbrauchers vorliegt. Die Telefonverifizierung ist eine weitere Hürde für die werbetreibende Wirtschaft. Das Verfahren kann jedoch technisch gesehen überall dort integriert werden, wo Telefonnummern in ein Onlineregistrierungsformular eingetragen werden.

## Rechtliche Grenzen des Telefonmarketings
Gemäß § 7 Abs. 2 UWG ist es nicht erlaubt, einen Verbraucher ohne dessen vorherige ausdrückliche Zustimmung telefonisch zu Zwecken der Werbung zu kontaktieren. Mit Einschränkungen gilt dies auch im Business-to-Business-Bereich, wo allerdings eine Einwilligung unter sehr engen Voraussetzungen vermutet werden kann. Ein gewerblicher Telefonanruf ohne vorherige Einwilligung stellt einen Wettbewerbsverstoß dar und kann hohe Bußgelder zur Folge haben. So muss die Werbeeinwilligung aktiv erfolgen und die Klausel muss für den Verbraucher eindeutig und verständlich sein. Bei unzulässiger Telefonwerbung kann der Verbraucher sich an die Bundesnetzagentur wenden. Der Verbraucher muss folglich vor der werblichen Kontaktierung mittels Telefon seine ausdrückliche Einwilligung erklärt haben. Eine rechtliche Unsicherheit stellt die Online-Registrierung dar, da es für jeden Internetnutzer möglich ist, ungültige oder fremde Daten in ein Online-Formular einzutragen. Der Bundesgerichtshof hat 2011 im o. g. Urteil klargestellt, dass dieses Risiko zu Lasten der Werbetreibenden geht.